# Інавгурація Володимира Зеленського

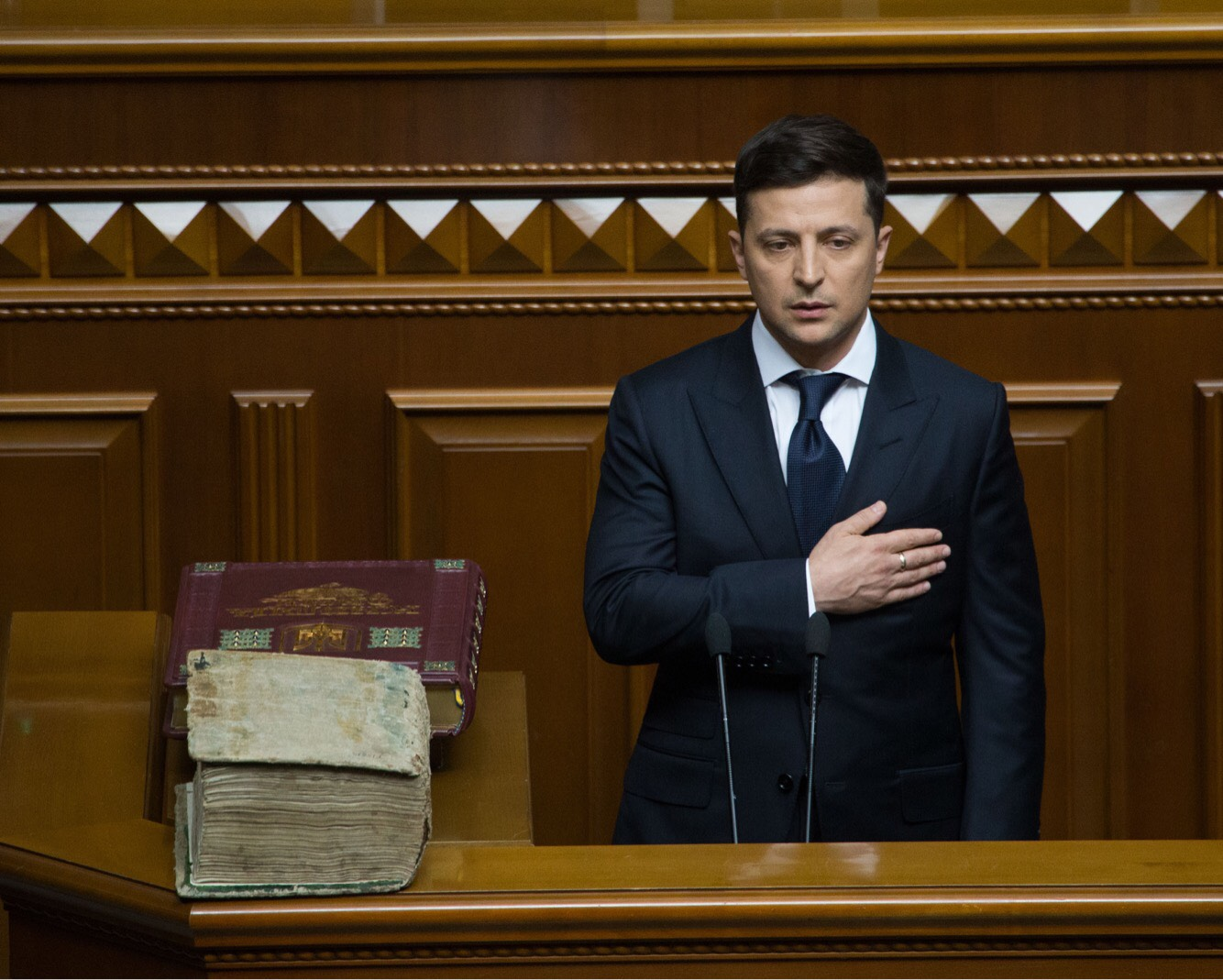
Інавгурація Президента Зеленського

Інавгурація Володимира Зеленського, шостого Президента України, відбулася 20 травня 2019 року.
Церемонію інавгурації 2019 року транслювалися наживо дванадцять телеканалів: «1+1», «Україна», «СТБ», «ICTV», «Новий канал», «2+2», «НЛО TV», «UA: Перший», «5 канал», «Прямий», «24 канал» та «Рада».

## Попередні події
За підсумками виборів Президента України 2019 року новим головою держави обрали Володимира Зеленського. У другому турі виборів, що відбувся 21 квітня 2019 року, він переміг чинного тоді президента Петра Порошенка, набравши 73,22 % голосів виборців проти 24,45 % за суперника. Офіційний протокол Центральної виборчої комісії про результати виборів було опубліковано 3 травня газетами Голос України та Урядовий кур'єр, тому відповідно до статті 104 Конституції України новообраний президент мав увійти в обов'язки у тридцятиденний термін.
Новообраний президент Володимир Зеленський наполягав на проведенні церемонії інавгурації 19 травня, однак таку пропозицію неоднозначно сприйняли частини політикуму та суспільства, оскільки цей день 2019 року припав на жалобний День пам'яті жертв політичних репресій. У ході консультацій у Верховній раді зареєстрували 7 проєктів постанов про проведення урочистого засідання парламенту 17, 19, 20, 26 та 28 травня. За підсумками голосування затвердили дату 20 травня днем проведення урочистих заходів: за такий проєкт постанови проголосували 315 народних депутатів, утрималися 15 (5 із «Самопомочі», 3 з БПП «Солідарність», 1 із «Народного фронту»), проти — двоє: Ігор Артюшенко та Олег Барна.

## Почесні гості

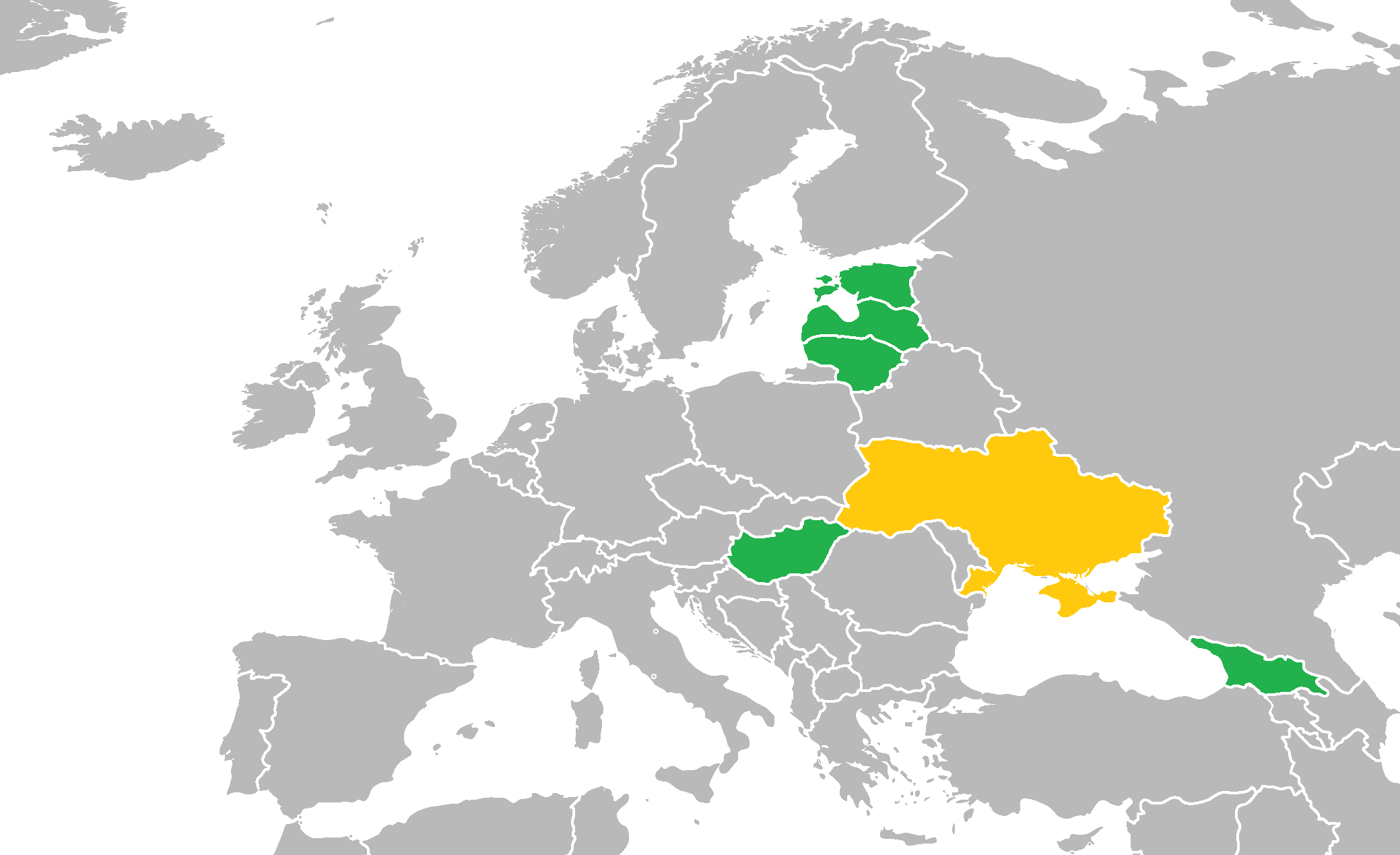
Країни, представлені на церемонії головами держав або урядів

Церемонію інавгурації відвідали делегації іноземних держав. Серед почесних гостей на урочистій церемонії у Верховній Раді перебували президенти 5 держав: Грузії — Саломе Зурабішвілі, Естонії — Керсті Кальюлайд, Латвії — Раймондс Вейоніс, Литви — Даля Грибаускайте, Угорщини — Янош Адер. Окрім лідерів держав, у залі були присутні спікер парламенту Азербайджану Октай Асадов, спікер сенату Чехії Ярослав Кубера, віце-президент Туреччини Фуат Октай, віце-президент Європейської комісії з питань енергетичного союзу Марош Шефчович, заступник спікера парламенту Казахстану Бектас Бекназаров, міністри закордонних справ Польщі Яцек Чапутовіч та Молдови Тудор Уляновський, віце-прем'єр-міністри Білорусі, Болгарії, Вірменії, Румунії, міністр енергетики США Рік Перрі та спецпредставник США з питань України Курт Волкер, міністр оборони Канади Гарджіт Саджан.
Серед почесних гостей на церемонії були присутні експрезиденти України Леонід Кравчук, Леонід Кучма, Віктор Ющенко та Петро Порошенко, разом з ними у ложі перебували дружина новообраного президента Олена та його батьки Римма та Олександр Зеленські.

## Церемонія
Перед церемонією інавгурації президента України, Зеленський пройшов через площу Конституції, вітаючись з фанатами жестом «дай п'ять». Прихильники зустріли Зеленського з перевернутими прапорами України та вигуками «Владимир Александрович, всех сделайте». Після кількох селфі з шанувальниками, Зеленський підійшов до колишнього колеги зі студії «Квартал 95» Євгена Кошового, підстрибнув та поцілував його в потилицю. За п'ять хвилин до інавгурації опублікував у себе у Facebook селфі з дружиною.

### Ключові моменти

###### Усе заради миру
Володимир Зеленський запевнив, що заради миру на Донбасі він готовий зробити все, навіть утратити крісло глави держави.
|                                   | Мене часто запитували, на що ви готові заради припинення вогню. Дивне питання. А на що ви готові, українці, заради життя ваших близьких? Я готовий на непопулярні рішення, готовий втрачати рейтинги. Я готовий втратити свою посаду, щоб тільки настав мир. Не втрачаючи наші території! Ніколи! Не ми почали цю війну. Але нам цю війну закінчувати. І ми готові до діалогу… |
| — запевнив новообраний президент. | |

##### Звернення до народів на окупованих територіях
|                                            | ...но я уверен, что началом для диалога станет возвращение всех наших пленных.... |
| — сказав він перейшовши на російську мову. |                                                                                   |

Під час промови Володимир Зеленський звернувся до жителів Донбасу, та повторив що Крим — це українські землі. Жителів Криму, та уряду так званої «Кримської Республіки» обурило те, що він йде по шляху екс-президента.
У зверненні до жителів сходу, він перейшов на російську мову, й багато людей після церемонії підтримали перехід новообраного президента.
Із залу почулися незадоволені викрики Олега Ляшка про те, що вони розуміють українську мову. Він був обурений двомовною промовою Володимира Зеленського.
|                                             | Я дивлюся, нардеп Ляшко, «дякую» що ви продовжуєте ділити українців. |
| — відповів на викрики Володимир Зеленський. |                                                                      |

###### Розпуск парламенту
Володимир Зеленський прийняв своє перше рішення: це був розпуск парламенту. Деякі народні депутати у залі Верховної Ради підтримали рішення президента. 23 червня 2019 року, Конституційний суд України визнав конституційним рішення Володимира Зеленського щодо розпуску парламенту. Позачергові вибори пройдуть 21 липня 2019 року.

###### Кадрові звільнення
Володимир Зеленський закликав до звільнення керівників Служби безпеки, Міністерства оборони, та Генеральної прокуратури України.

##### Відставка уряду
Президент дав два місяці людям із так званої «старої влади» щоби звільнитися, інакше він зробить це сам. Відставку Уряду Володимира Гройсмана він прокоментував цитатою: «Уряд не вирішує наших проблем. Уряд і є нашою проблемою».